# 天空的孩子
《天空的孩子》（英文名：The children of the sky）是由美国作家弗诺·文奇所著、于2011年出版的长篇科幻小说，属于太空歌剧类型，为深渊三部曲的最后一部。
《天空的孩子》的简体中文版于2013年10月由四川科学技术出版社出版，译者为朱佳文。